# Xian de Yudu
Le xian de Yudu (chinois : 于都县 ; pinyin : yúdū xiàn) est un district administratif de la province du Jiangxi en Chine. Il est placé sous la juridiction de la ville-préfecture de Ganzhou.

## Démographie
La population du district était de 812 669 habitants en 1999.